# Alphard

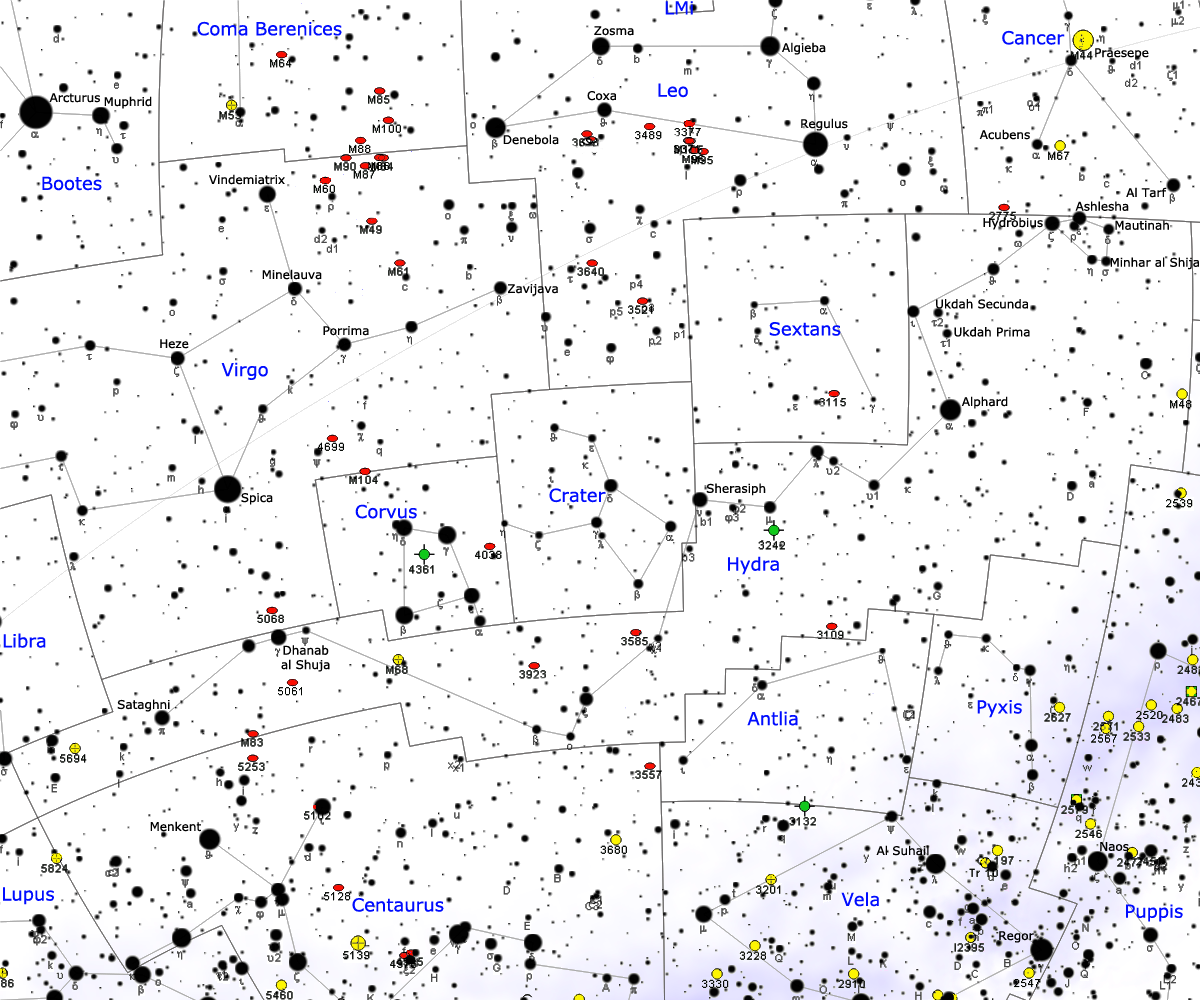
Alphard a la seva constel·lació

Alphard (Alfa de l'Hidra Femella / α Hydrae) és l'estel més important de la constel·lació de l'Hidra Femella amb magnitud aparent +1,99. El seu nom prové de l'àrab فرد | الفرد (En Fard), "la solitària", descrivint apropiadament la seva posició en una regió força buida al sud-oest de Regulus (α Leonis). Un altre nom que rep l'estel, provinent del llatí, és Cor Hydrae, per la seva posició que seria el cor del monstre.
Alfard és una estel gegant taronja de tipus espectral K3 II-III de 4000  K de temperatura, no gaire diferent d'Arcturus (α Boötis) o Aldebaran (α Tauri). Més lluminosa que ambdues amb una lluminositat visual 400 vegades major que la del Sol és considerada una gegant lluminosa. No obstant això, la major distància que ens en separa, 177 anys llum, fa que en el cel aparegui menys brillant que aquestes. El seu radi és 40 vegades superior al radi solar.
És considerada una estel de bari "lleu"; es pensa que aquests estels són binaris, llur excés de bari prové del component secundari que en el passat va contaminar el que avui és l'estel visible. L'estel contaminant, que va evolucionar abans, avui és una nana blanca difícil de detectar.